# 이찬행
이찬행(1968년 7월 14일 ~ )은 대한민국의 전직 축구 선수 출신 축구 지도자이다. 현역 시절 포지션은 공격수였으나 쟁쟁한 선수들에게 밀려 후보에 머무르자 1996년부터 수비수로 전환했다.